# John Pennel
John Thomas Pennel (ur. 25 lipca 1940 w Memphis, w stanie Tennessee, zm. 26 września 1993 w Santa Monica, w Kalifornii) – amerykański lekkoatleta, który specjalizował się w skoku o tyczce, czterokrotny rekordzista świata.
Sukcesy Pennela w skoku o tyczce nastąpiły w czasie, gdy do produkcji tyczek zaczęto używać włókna szklanego. Pierwszy oficjalny rekord świata (5,13 m) ustanowił 5 sierpnia 1963 w Londynie, a następnie poprawił go na 5,20 m 24 sierpnia 1963 w Coral Gables.
Na igrzyskach olimpijskich w 1964 w Tokio startował z kontuzją i zajął 11. miejsce w finale. Zwyciężył na uniwersjadzie w 1965 w Budapeszcie.
23 lipca 1966 w Los Angeles odzyskał rekord świata wynikiem 5,34 m. Na igrzyskach olimpijskich w 1968 w Meksyku zajął 5. miejsce. 21 czerwca 1969 w Sacramento po raz czwarty ustanowił rekord świata wynikiem 5,44 m. W następnym roku zakończył karierę zawodniczą.
Był mistrzem Stanów Zjednoczonych (AAU) w 1965.
Rekordy życiowe:
- skok o tyczce – 5,44 m (21 czerwca 1969, Sacramento)

Zmarł w 1993 na raka żołądka i wątroby.